# 1720
Il 1720 (MDCCXX in numeri romani) è un anno bisestile del XVIII secolo.

## Eventi
- 20 febbraio – Trattato dell'Aia: Termina la Guerra della Quadruplice Alleanza. Vittorio Amedeo II di Savoia ottiene la corona del Regno di Sardegna.
- 25 maggio – Inizia l'ultima epidemia di peste in Francia, la peste di Marsiglia, che colpisce solo le zone periferiche (Provenza), ma non raggiunge Parigi.
- Inizio dell'espansione spagnola nel Texas.

## Nati

### Gennaio
- 4 gennaio - Johann Friedrich Agricola, compositore, organista e cantante lirico tedesco († 1774)
- 7 gennaio - Marie Louise de Rohan, nobile francese († 1803)
- 11 gennaio - Giuseppe Andreoli, pittore italiano († 1776)
- 13 gennaio - Richard Hurd, vescovo anglicano e critico letterario britannico († 1808)
- 16 gennaio - Gaetano Capece, arcivescovo cattolico italiano († 1794)
- 23 gennaio - Giovanni Francesco Guidi di Bagno-Talenti, patriarca cattolico italiano († 1799)
- 27 gennaio - Samuel Foote, attore teatrale, drammaturgo e impresario teatrale britannico († 1777)
- 30 gennaio - Charles De Geer, entomologo svedese († 1778)

### Febbraio
- 6 febbraio - Anton Karl von Salm-Reifferscheidt, nobile, politico e militare austriaco († 1769)
- 8 febbraio - Sakuramachi, imperatore giapponese († 1750)
- 17 febbraio - Carlo Giuseppe di Auersperg, nobile austriaco († 1800)
- 26 febbraio - Giovanni Francesco Albani, cardinale e vescovo cattolico italiano († 1803)

### Marzo
- 3 marzo - Vitaliano Borromeo, cardinale e arcivescovo cattolico italiano († 1793)
- 7 marzo - Giuseppe Rota, presbitero e letterato italiano († 1792)
- 12 marzo - Francesco Maria Emanuele Gaetani, storico italiano († 1802)
- 13 marzo - Charles Bonnet, biologo e filosofo svizzero († 1793)
- 14 marzo - Mario Lupo, storico, bibliotecario e religioso italiano († 1789)
- 15 marzo - Filippo I di Parma, nobile spagnolo († 1765)
- 17 marzo - Wilhelm von Freytag, generale prussiano († 1798)
- 17 marzo - John Rawdon, I conte di Moira, nobile irlandese († 1793)
- 19 marzo - Carl Friedrich von Bassewitz, politico tedesco († 1783)
- 24 marzo - Henri Bertin, politico, avvocato e nobile francese († 1792)

### Aprile
- 1º aprile - Sebastiano Paoli, medico e enciclopedista italiano († 1796)
- 11 aprile - Gian Rinaldo Carli, scrittore, economista e storico italiano († 1795)
- 15 aprile - William Ewen, politico e rivoluzionario statunitense († 1777)
- 16 aprile - Henry Pelham-Clinton, II duca di Newcastle, nobile inglese († 1794)
- 16 aprile - Giovanni Battista de Pergen, vescovo cattolico e nobile austriaco († 1807)
- 19 aprile - Giuseppe Recupero, geologo, storico e vulcanologo italiano († 1778)
- 20 aprile - Antonio Martini, arcivescovo cattolico, letterato e biblista italiano († 1809)
- 23 aprile - Gaon di Vilna, rabbino lituano († 1797)
- 27 aprile - Cosmo Gordon, III duca di Gordon, nobile scozzese († 1752)

### Maggio
- 8 maggio - William Cavendish, IV duca di Devonshire, nobile e politico britannico († 1764)
- 11 maggio - Francesco Maria Ciaraffoni, architetto e pittore italiano († 1802)
- 11 maggio - Barone di Münchhausen, militare tedesco († 1797)
- 15 maggio - Maximilian Hell, astronomo e gesuita ungherese († 1792)
- 21 maggio - Antonio Corbisiero, compositore italiano († 1790)

### Giugno
- 24 giugno - Giovanni Presta, medico e agronomo italiano († 1797)
- 30 giugno - Giovanni Corner, cardinale italiano († 1789)

### Luglio
- 16 luglio - Alexandre Savérien, matematico e filosofo francese († 1805)
- 18 luglio - Francesco Saverio di Hohenzollern-Hechingen, generale e nobile tedesco († 1765)
- 18 luglio - Jacques Le Brigant, avvocato francese († 1804)
- 18 luglio - Gilbert White, naturalista e ornitologo britannico († 1793)
- 24 luglio - Luisa Ulrica di Prussia, nobile svedese († 1782)
- 25 luglio - Giovanni Evangelista Di Blasi, storico italiano († 1812)
- 29 luglio - Tiberio Borghesi, arcivescovo cattolico italiano († 1792)
- 31 luglio - Emmanuel Armand de Vignerot du Plessis, politico, militare e nobile francese († 1788)

### Agosto
- 4 agosto - Béat Fidèle Antoine Jean Dominique de la Tour-Châtillon de Zurlauben, militare e storico svizzero († 1799)
- 7 agosto - Annibale Faussone Scaravelli, nobile italiano († 1778)
- 12 agosto - Martin Gerbert, abate tedesco († 1793)
- 14 agosto - Federico II d'Assia-Kassel († 1785)
- 17 agosto - Charles Eisen, pittore, incisore e disegnatore francese († 1778)
- 18 agosto - Laurence Shirley, IV conte Ferrers, nobile e assassino britannico († 1760)
- 19 agosto - Ferdinando Fossi, presbitero, archivista e bibliotecario italiano († 1800)
- 20 agosto - Bernard de Bury, clavicembalista e compositore francese († 1785)
- 27 agosto - Giacomo Abbondo, presbitero italiano († 1788)
- 30 agosto - Francesco Labanchi, ammiraglio italiano († 1770)

### Settembre
- 10 settembre - Charles Juste de Beauvau-Craon, nobile e generale francese († 1793)
- 16 settembre - Carlo Magini, pittore italiano († 1806)
- 22 settembre - Lorenz Spengler, scultore e naturalista danese († 1807)

### Ottobre
- 2 ottobre - Giovanna Astrua, soprano italiano († 1757)
- 3 ottobre - Johann Peter Uz, poeta tedesco († 1796)
- 4 ottobre - Giovanni Battista Piranesi, incisore e architetto italiano († 1778)
- 16 ottobre - Johann Georg Sulzer, filosofo svizzero († 1779)
- 17 ottobre - Maria Teresa Agnesi Pinottini, compositrice e clavicembalista italiana († 1795)
- 17 ottobre - Marie-Geneviève-Charlotte Thiroux d'Arconville, scrittrice, traduttrice e chimica francese († 1805)
- 28 ottobre - Jacopo Guarana, pittore italiano († 1808)
- 30 ottobre - Gottlob Moriz Christian von Wacks, nobile e politico tedesco († 1807)

### Novembre
- 4 novembre - Jean Baptiste Christophore Fusée Aublet, farmacista, botanico e esploratore francese († 1778)
- 4 novembre - Ekaterina Dmitrievna Golicyna, nobildonna russa († 1761)
- 7 novembre - Eraclio II di Georgia, re georgiano († 1798)
- 8 novembre - Antonio Bresciani, pittore e incisore italiano († 1817)
- 8 novembre - Hester Grenville, nobildonna britannica († 1803)
- 10 novembre - Onorato III di Monaco, principe monegasco († 1795)
- 13 novembre - Jan Matthias Kok, illustratore, incisore e mercante d'arte olandese († 1771)
- 15 novembre - Franz Albert Leopold von Oberndorff, nobile e politico tedesco († 1799)
- 16 novembre - Charles-Antoine Campion, compositore italiano († 1788)
- 23 novembre - Jean-André Lepaute, orologiaio francese († 1789)

### Dicembre
- 1º dicembre - Charles Howard, X duca di Norfolk, nobile inglese († 1786)
- 7 dicembre - Enrichetta Amalia di Anhalt-Dessau, nobile tedesca († 1793)
- 8 dicembre - Balaji Bajirao Peshwa, indiano († 1761)
- 13 dicembre - Carlo Gozzi, drammaturgo e scrittore italiano († 1806)
- 14 dicembre - Justus Möser, giurista, storico e scrittore tedesco († 1794)
- 25 dicembre - Anna Maria Pertl, austriaca († 1778)
- 31 dicembre - Carlo Edoardo Stuart, nobile († 1788)

### Senza giorno specificato
- Anton Filippo Adami, poeta italiano († 1770)
- Rosario Alagna di Mozia, archeologo italiano († 1799)
- Johann Christoph Altnickol, compositore, organista e cantante lirico tedesco († 1759)
- Giovanni Battista Andreoni, cantante castrato italiano († 1797)
- Ignazio Balbi, compositore italiano († 1773)
- Tommaso Balestrieri, liutaio italiano
- Gabriele Bella, pittore italiano († 1799)
- Antonio Belloni, presbitero e pittore italiano († 1790)
- Johann Michael von Benckendorff, generale russo († 1775)
- Pietro Carlo Borboni, architetto svizzero († 1773)
- Michele Ciani, economista, giurista e funzionario italiano
- Francesco Girolamo Corio, notaio e poeta italiano († 1790)
- Domenico De Gennaro, economista e nobile italiano († 1803)
- Francesco Maria De Regi, matematico, religioso e ingegnere idraulico italiano († 1794)
- Elizabeth Drax, nobildonna inglese († 1792)
- William Dutton, orologiaio britannico († 1794)
- Konrad Ekhof, attore teatrale tedesco († 1778)
- Giuseppe Fabiani, scrittore italiano († 1807)
- Francesco Maria Galli da Bibbiena, medico e anatomista italiano († 1774)
- Pietro Gaspari, pittore e scenografo italiano († 1785)
- Sybilla Gronamann, soprano tedesco († 1765)
- Honoré Guibert, ebanista e scultore francese († 1791)
- Else Hansen, nobile danese († 1784)
- James Hargreaves, carpentiere e inventore britannico († 1778)
- Heinrich Christian Friedrich Hosenfelder, pittore e ceramista tedesco († 1805)
- Nicolas-Henri Jardin, architetto francese († 1799)
- Johann Heinrich Gottlob von Justi, economista tedesco († 1771)
- Francesco Paolo Labisi, architetto italiano († 1798)
- Giovanni Lapi, abate e botanico italiano († 1788)
- Jean-Baptiste Le Roy, fisico francese († 1800)
- Henry Lloyd, economista e militare britannico († 1783)
- Giuseppe Antonio Lonis, scultore italiano († 1805)
- Giuseppe Marliani, attore teatrale italiano
- Maddalena Marliani-Raffi, attrice teatrale italiana
- Ambrosio O'Higgins, politico spagnolo († 1801)
- Giuseppe Pannini, architetto, scenografo e archeologo italiano († 1812)
- Anna Piattoli Bacherini, pittrice italiana († 1788)
- Capo Pontiac, condottiero nativo americano († 1769)
- Nicholas Revett, architetto britannico († 1804)
- Jérôme Richard, abate francese
- Giuseppe Sanmartino, scultore italiano († 1793)
- William Savage, compositore, organista e cantante inglese († 1789)
- Shalom Sharabi, rabbino yemenita († 1777)
- Jeremiah Sisson, artigiano inglese († 1783)
- Clementina Walkinshaw, nobile scozzese († 1802)
- Atanasio Zannoni, attore teatrale italiano († 1792)
- Bartolomeo di Panigai, gesuita, matematico e geografo italiano († 1793)

## Morti

### Gennaio
- 10 gennaio - Joseph-Emmanuel de La Trémoille, cardinale e arcivescovo cattolico francese (n. 1659)
- 19 gennaio - Eleonora del Palatinato-Neuburg (n. 1655)
- 20 gennaio - Giovanni Maria Lancisi, medico italiano (n. 1654)
- 20 gennaio - Angelo Paoli, religioso italiano (n. 1642)
- 22 gennaio - Brigida Pico della Mirandola, politica italiana (n. 1633)
- 27 gennaio - Maria Eleonora d'Assia-Rotenburg, principessa tedesca (n. 1675)
- 31 gennaio - Thomas Grey, II conte di Stamford, nobile e politico britannico (n. 1654)

### Febbraio
- 6 febbraio - Johann Christoph Pfaff, teologo tedesco (n. 1651)
- 14 febbraio - Antonio Felice Ferrari, pittore italiano (n. 1667)
- 16 febbraio - Antonin Cloche, religioso francese (n. 1628)
- 18 febbraio - Marino III Caracciolo, V principe di Avellino, principe, militare e diplomatico italiano (n. 1668)
- 19 febbraio - Antonio Ottoboni, nobile e generale italiano (n. 1646)
- 22 febbraio - Giorgio VII d'Imerezia, re
- 27 febbraio - Samuel Parris, pastore protestante inglese (n. 1653)

### Marzo
- 13 marzo - Kazimierz Jan Sapieha, nobile e ufficiale polacco (n. 1637)
- 15 marzo - Luigi Priuli, cardinale italiano (n. 1650)
- 21 marzo - Alessandro Diacono, religioso russo (n. 1674)
- 21 marzo - Maria Anna di Borbone-Conti, nobile (n. 1689)
- 26 marzo - Pietro Giovanni Guarneri, artigiano, liutaio e musicista italiano (n. 1655)
- 26 marzo - José Guerrero de Torres, vescovo cattolico spagnolo (n. 1641)

### Aprile
- 6 aprile - Orazio Marinali, scultore italiano (n. 1643)
- 17 aprile - James Drummond, II duca di Perth, nobile scozzese (n. 1673)
- 20 aprile - George Gordon, I conte di Aberdeen, nobile scozzese (n. 1637)
- 29 aprile - Erdmute Dorotea di Sassonia-Zeitz, principessa tedesca (n. 1661)

### Maggio
- 5 maggio - Giovanni Agostino Cassana, pittore italiano
- 9 maggio - Ümmügülsüm Sultan, principessa ottomana
- 16 maggio - Giovanni Battista Costantini, attore teatrale italiano (n. 1654)

### Giugno
- 3 giugno - Cristoforo Munari, pittore italiano (n. 1667)
- 19 giugno - Robert Knox, viaggiatore e scrittore scozzese (n. 1640)
- 27 giugno - Guillaume Amfrye de Chaulieu, poeta francese (n. 1639)

### Luglio
- 7 luglio - Maria Barbara Bach, nobile tedesca (n. 1684)
- 9 luglio - Gaspare Altieri, I principe di Oriolo, principe italiano (n. 1650)
- 18 luglio - Louis Abry, pittore e scrittore belga (n. 1643)
- 21 luglio - Giovanni Francesco Bembo, vescovo cattolico italiano (n. 1659)

### Agosto
- 3 agosto - Anthonie Heinsius, politico olandese (n. 1641)
- 5 agosto - Anne Finch, poetessa britannica (n. 1661)
- 9 agosto - Simon Ockley, orientalista e storico inglese (n. 1678)
- 17 agosto - Anne Le Fèvre Dacier, traduttrice e filologa classica francese (n. 1647)
- 18 agosto - Gianfrancesco Gonzaga, nobile e militare italiano (n. 1674)
- 19 agosto - Stefano Onorato Ferretti, doge italiano (n. 1640)
- 20 agosto - Jean L'Archevêque, esploratore, militare e mercante francese (n. 1672)

### Settembre
- 3 settembre - Henri de Massue, militare britannico (n. 1648)
- 9 settembre - Philippe de Courcillon, ufficiale e scrittore francese (n. 1638)
- 15 settembre - Rocco Stella, nobile e militare italiano (n. 1662)
- 18 settembre - Martin Charbonnier, architetto del paesaggio francese (n. 1655)
- 25 settembre - Pietro degli Antoni, compositore e musicista italiano (n. 1639)

### Ottobre
- 10 ottobre - Antoine Coysevox, scultore francese (n. 1640)
- 20 ottobre - Casimir Freschot, storico e traduttore francese
- 25 ottobre - Antoine Charles IV de Gramont, diplomatico francese (n. 1641)

### Novembre
- 12 novembre - Peter Tordenskjold, ammiraglio norvegese (n. 1690)
- 16 novembre - Mateo de la Mata Ponce de León,  spagnolo
- 18 novembre - Calico Jack, pirata britannico (n. 1682)
- 19 novembre - Lorenzo Casoni, cardinale e arcivescovo cattolico italiano (n. 1645)
- 26 novembre - Giovanni Battista Giberti, vescovo cattolico italiano (n. 1632)
- 27 novembre - Domenico Federici, religioso, diplomatico e letterato italiano (n. 1633)

### Dicembre
- 22 dicembre - Luigi Caroelli, giurista e avvocato italiano (n. 1644)
- 29 dicembre - Maria Margaretha Kirch, astronoma tedesca (n. 1670)

### Senza giorno specificato
- Muhanna bin Sultan, sovrano omanita
- Giovanni Battista Aliprandi, architetto italiano (n. 1665)
- Jeanne Bourguignon Olivier Pitel de Beauval, attrice teatrale francese (n. 1647)
- Abdul-Qādir Bēdil, poeta persiano (n. 1644)
- Pieter van Bloemen, pittore e incisore fiammingo (n. 1657)
- John Cary, mercante, scrittore e economista inglese (n. 1649)
- Lorenzo Comendich, pittore italiano (n. 1675)
- Elijah di Fulda, rabbino e religioso ucraino (n. 1650)
- Paris Maria Fossa, religioso e poeta italiano (n. 1650)
- Sebastiano Giribaldi, teologo italiano (n. 1643)
- Antoine Hamilton, scrittore irlandese (n. 1646)
- Ferdinand Ernst Karl Herberstein, matematico e militare tedesco
- Jean Hotteterre, musicista e compositore francese
- Henrik König, mercante svedese (n. 1642)
- Laura Pico della Mirandola, nobile italiana (n. 1660)
- Ramon Perellos y Roccaful, militare spagnolo (n. 1635)
- Francesco Veracini, compositore e violinista italiano (n. 1638)
- Giuseppe Zanatta, pittore italiano (n. 1634)
- Giuseppe Zatrillas, poeta e politico italiano (n. 1648)
- Nicolas de Fer, cartografo, geografo e incisore francese (n. 1646)

## Calendario
| Calendario 1720 | Calendario 1720 | Calendario 1720 | Calendario 1720 | Calendario 1720 | Calendario 1720 | Calendario 1720 | Calendario 1720 | Calendario 1720 | Calendario 1720 | Calendario 1720 | Calendario 1720 | Calendario 1720 | Calendario 1720 | Calendario 1720 | Calendario 1720 | Calendario 1720 | Calendario 1720 | Calendario 1720 | Calendario 1720 | Calendario 1720 | Calendario 1720 | Calendario 1720 | Calendario 1720 | Calendario 1720 | Calendario 1720 | Calendario 1720 | Calendario 1720 | Calendario 1720 | Calendario 1720 | Calendario 1720 | Calendario 1720 | Calendario 1720 |
| --------------- | --------------- | --------------- | --------------- | --------------- | --------------- | --------------- | --------------- | --------------- | --------------- | --------------- | --------------- | --------------- | --------------- | --------------- | --------------- | --------------- | --------------- | --------------- | --------------- | --------------- | --------------- | --------------- | --------------- | --------------- | --------------- | --------------- | --------------- | --------------- | --------------- | --------------- | --------------- | --------------- |
|                 | 1               | 2               | 3               | 4               | 5               | 6               | 7               | 8               | 9               | 10              | 11              | 12              | 13              | 14              | 15              | 16              | 17              | 18              | 19              | 20              | 21              | 22              | 23              | 24              | 25              | 26              | 27              | 28              | 29              | 30              | 31              |                 |
| Gennaio         | Lu              | Ma              | Me              | Gi              | Ve              | Sa              | Do              | Lu              | Ma              | Me              | Gi              | Ve              | Sa              | Do              | Lu              | Ma              | Me              | Gi              | Ve              | Sa              | Do              | Lu              | Ma              | Me              | Gi              | Ve              | Sa              | Do              | Lu              | Ma              | Me              |                 |
| Febbraio        | Gi              | Ve              | Sa              | Do              | Lu              | Ma              | Me              | Gi              | Ve              | Sa              | Do              | Lu              | Ma              | Me              | Gi              | Ve              | Sa              | Do              | Lu              | Ma              | Me              | Gi              | Ve              | Sa              | Do              | Lu              | Ma              | Me              | Gi              |                 |                 |                 |
| Marzo           | Ve              | Sa              | Do              | Lu              | Ma              | Me              | Gi              | Ve              | Sa              | Do              | Lu              | Ma              | Me              | Gi              | Ve              | Sa              | Do              | Lu              | Ma              | Me              | Gi              | Ve              | Sa              | Do              | Lu              | Ma              | Me              | Gi              | Ve              | Sa              | Do              |                 |
| Aprile          | Lu              | Ma              | Me              | Gi              | Ve              | Sa              | Do              | Lu              | Ma              | Me              | Gi              | Ve              | Sa              | Do              | Lu              | Ma              | Me              | Gi              | Ve              | Sa              | Do              | Lu              | Ma              | Me              | Gi              | Ve              | Sa              | Do              | Lu              | Ma              |                 |                 |
| Maggio          | Me              | Gi              | Ve              | Sa              | Do              | Lu              | Ma              | Me              | Gi              | Ve              | Sa              | Do              | Lu              | Ma              | Me              | Gi              | Ve              | Sa              | Do              | Lu              | Ma              | Me              | Gi              | Ve              | Sa              | Do              | Lu              | Ma              | Me              | Gi              | Ve              |                 |
| Giugno          | Sa              | Do              | Lu              | Ma              | Me              | Gi              | Ve              | Sa              | Do              | Lu              | Ma              | Me              | Gi              | Ve              | Sa              | Do              | Lu              | Ma              | Me              | Gi              | Ve              | Sa              | Do              | Lu              | Ma              | Me              | Gi              | Ve              | Sa              | Do              |                 |                 |
| Luglio          | Lu              | Ma              | Me              | Gi              | Ve              | Sa              | Do              | Lu              | Ma              | Me              | Gi              | Ve              | Sa              | Do              | Lu              | Ma              | Me              | Gi              | Ve              | Sa              | Do              | Lu              | Ma              | Me              | Gi              | Ve              | Sa              | Do              | Lu              | Ma              | Me              |                 |
| Agosto          | Gi              | Ve              | Sa              | Do              | Lu              | Ma              | Me              | Gi              | Ve              | Sa              | Do              | Lu              | Ma              | Me              | Gi              | Ve              | Sa              | Do              | Lu              | Ma              | Me              | Gi              | Ve              | Sa              | Do              | Lu              | Ma              | Me              | Gi              | Ve              | Sa              |                 |
| Settembre       | Do              | Lu              | Ma              | Me              | Gi              | Ve              | Sa              | Do              | Lu              | Ma              | Me              | Gi              | Ve              | Sa              | Do              | Lu              | Ma              | Me              | Gi              | Ve              | Sa              | Do              | Lu              | Ma              | Me              | Gi              | Ve              | Sa              | Do              | Lu              |                 |                 |
| Ottobre         | Ma              | Me              | Gi              | Ve              | Sa              | Do              | Lu              | Ma              | Me              | Gi              | Ve              | Sa              | Do              | Lu              | Ma              | Me              | Gi              | Ve              | Sa              | Do              | Lu              | Ma              | Me              | Gi              | Ve              | Sa              | Do              | Lu              | Ma              | Me              | Gi              |                 |
| Novembre        | Ve              | Sa              | Do              | Lu              | Ma              | Me              | Gi              | Ve              | Sa              | Do              | Lu              | Ma              | Me              | Gi              | Ve              | Sa              | Do              | Lu              | Ma              | Me              | Gi              | Ve              | Sa              | Do              | Lu              | Ma              | Me              | Gi              | Ve              | Sa              |                 |                 |
| Dicembre        | Do              | Lu              | Ma              | Me              | Gi              | Ve              | Sa              | Do              | Lu              | Ma              | Me              | Gi              | Ve              | Sa              | Do              | Lu              | Ma              | Me              | Gi              | Ve              | Sa              | Do              | Lu              | Ma              | Me              | Gi              | Ve              | Sa              | Do              | Lu              | Ma              |                 |